# Geprüfter IT-Projektleiter
Geprüfter IT-Projektleiter (englisch Certified IT Business Manager) ist eine Aufstiegsfortbildung auf Bachelor-Ebene gemäß der IT-Fortbildungsverordnung (Verordnung über die berufliche Fortbildung im Bereich der Informations- und Telekommunikationstechnik). In der Fortbildungsstruktur der Industrie- und Handelskammer gehört der Geprüfte IT-Projektleiter zu den Operativen Professionals, im Deutschen Qualifikationsrahmen ist er der Niveaustufe 6 zugeordnet. Die englische Bezeichnung des Abschlusses ist Bachelor Professional of IT Business Management (CCI).

## Zulassungsvoraussetzungen
Ausbildung in einem IT-Beruf und 1-jährige einschlägige Berufspraxis und Qualifikation zum IT-Spezialisten
oder Ausbildung in einem sonstigen Ausbildungsberuf und 2-jährige einschlägige Berufspraxis und Qualifikation zum IT-Spezialisten oder 5-jährige einschlägige Berufspraxis im IT-Bereich und Qualifikation zum IT-Spezialisten.
Die Qualifikation zum Spezialisten bezeichnet die Festschreibung von 29 Spezialistenprofilen, die durch die Sozialpartner und den DIHK vereinbart wurden. Diese wurden im Bundesanzeiger veröffentlicht. Der Nachweis eines „zertifizierten Spezialisten“ ist möglich durch:
- ein Zertifikat einer Personalzertifizierungseinrichtung gemäß TGA-Modell (EN 45013) oder
- ein anderes Zertifikat, dass den Inhalten eines Spezialistenprofils entspricht oder
- ein betriebliches Zeugnis, das sämtliche Inhalte eines Spezialistenprofils bestätigt

## Aufgabenfeld
„Ziel der Prüfung ist der Nachweis der Qualifikation zum Geprüften IT-Projektleiter/zur Geprüften IT-Projektleiterin (Certified IT Business Manager) und damit die Befähigung, in Betrieben, die Produkte oder Dienstleistungen der Informations- und Kommunikationstechnologie herstellen, anbieten oder anwenden, einmalige Vorhaben, die gekennzeichnet sind durch spezifische Ziele, zeitliche, finanzielle und personelle Begrenzungen sowie eine projektspezifische Organisation, in der Projekt- und Linienorganisation selbständig und eigenverantwortlich zu leiten, sich auf neue Technologien, auf veränderte lokale und globale Marktverhältnisse, auf Methoden des Selbst- und Prozessmanagements flexibel einzustellen sowie den technisch-organisatorischen Wandel unter Berücksichtigung der gesellschaftlichen Akzeptanz zu gestalten, Aufgaben der Mitarbeiterführung wahrzunehmen.“

## Inhalte der Ausbildung gemäß IT-Fortbildungsverordnung

### Mitarbeiterführung und Personalmanagement
Im Rahmen der Ausbildung durchläuft der Auszubildende Unterrichtseinheiten im Thema Arbeitsrecht (Betriebsverfassungsgesetz, Berufsbildungsgesetz, Tarifrecht, Arbeitsschutzbestimmungen, Arbeitszeitordnungen, Arbeits- und Ausbildungsverträge) sowie das Arbeitnehmerüberlassungsgesetz (Berücksichtigen von Rechtsbestimmungen beim Personaleinsatz von Fremdfirmen). Darüber hinaus werden Inhalte im Themenschwerpunkt Personalplanung und -auswahl (Personalbedarfsermittlung, Personalauswahlgespräche, Mitarbeiterbeurteilung, Führungsmethoden und -techniken, Motivieren von Mitarbeitern und Fördern beruflicher Entwicklung) vermittelt. Weiterhin werden Methoden zur Lösung betrieblicher Konflikte, Instrumente bei der Ermittlung des Qualifizierungsbedarfs bei der Personalentwicklung sowie Methoden der Unterweisung, des Coaching vertieft. Außerdem wird die Zusammenarbeit mit zuständigen Stellen, Bildungsträgern und Berufsschulen und das Sozialversicherungs- und Schwerbehindertenrecht erlernt.

### IT-Spezifische Fachaufgaben
Zu den IT-spezifischen Fachaufgaben gehören die grundlegende Vermittlung des Projektmanagements. Hierzu zählen insbesondere die Durchführung von Projekten, die Projektstrukturierung, die Aufwandsschätzung, Ressourcenplanung, Kostenplanung und Risikoanalyse, sowie das Qualitätsmanagement.
Ein betriebswirtschaftlicher Teil mit in den Inhalten Planen, Beurteilen und Beeinflussen von betrieblichen Abläufen, Kalkulationsverfahren, Kosten- und Leistungsrechnung und die betriebswirtschaftliche Bewertung dieser runden die IT-Fachaufgaben ab.

### Betriebliche Projektarbeit
Bei der abschließenden Projektarbeit kann der Prüfling aus den Themenbereichen Analysieren von Projektkenngrößen und Designen von IT-Lösungen, Implementieren und Integrieren der Lösungskomponenten, Durchführen von Tests und Abnahme der Produkte oder Lösungen und Planen, Steuern und Kontrollieren von IT-Entwicklungsprojekten wählen.

### Prüfungen gemäß IT-Fortbildungsverordnung
Die Ziele und Inhalte der Prüfungen des Geprüften IT-Projektleiters sind in den §§ 11 bis 13 festgehalten. Dabei teilen sich die Prüfungen in schriftliche und mündliche ein.
Die schriftlichen Prüfungen bestehen aus einer Prüfung mit profilspezifische IT-Fachaufgaben (Situationsaufgaben 1 bis 3), Mitarbeiterführung und Personalmanagement (Situationsaufgaben 1 und 2) und einer schriftliche Projektdokumentation mit einem Umfang, der von der zuständigen IHK festgelegt ist (Regelfall max. 30 Seiten und max. 20 Seiten Anhang). Die schriftlichen Prüfungen sind Eingangsvoraussetzung zur Zulassung zum mündlichen Fachgespräch.
Die mündlichen Prüfungen bestehen aus der Präsentation des Projektes und zwei Fachgesprächen (eines zum Projekt, eines zur schriftlichen Prüfung zum Thema Mitarbeiterführung und Personalmanagement, ähnlich einem Rollenspiel).